# مروحية
المِرْوحيّة المعروفة أيضًا باسم الحوّامة أو الطائرة العمودية أو الطوَّافة أو الطائرة السمتية أو الهليكوبتر (بالفرنسية: Hélicoptère)‏ اعتماداً على اللفظة الغربية، هي آلة ميكانيكية لديها القدرة على الطيران والارتفاع عن الأرض بمساعدة ريشتين أو أكثر من الريش المثبتة أعلى بدنها والتي تمنحها القدرة بدورانها حول محورها على الارتفاع والتحليق في الجو.
وتصنف على أنها طائرة ذات أجنحة دوارة (بالإنجليزية: Rotary-wing Aircraft)‏ لتمييزها عن الطائرة ذات الأجنحة الثابتة، وذلك بسبب أن المروحية تستمد قوة الرفع من دوران الريش حول العمود. كلمة هليكوبتر مسمى فرنسي في الأصل بدأ استخدامه في عام 1861 ومستمدة من الكلمة الإغريقية هيلكس/هيليك (باليونانية: ἕλικ) والتي تعني «حلزوني دائري»، وبترون (باليونانية: πτερόν) بمعنى جناح.
الميزة الأساسية للمروحية هي دورانها حول نفسها في الجو وحفاظها على قوة الرفع دون الحاجة للتحرك للأمام. وتستطيع الإقلاع والهبوط عموديًا دون الحاجة لمدرج. لهذا السبب فإن لها المقدرة على الوصول لأماكن مكتظة أو منقطعة حيث لايمكن للطائرات ذات الجناح الثابت فعل ذلك.
تم بناء أول طائرة ذات جناح دوار من قبل الألماني أنتون فلتنر عام 1936 وكان اسمها «FL-185».
بالرغم من أن المروحيات طورت وبنيت في بداية النصف الأول من قرن الطيران، لكنها لم تنتج إلا بأعداد محدودة حتى عام 1942 حيث صممت طائرة إيجور سيكورسكي وأصبحت أول مروحية تنتج على نطاق واسع بحوالي 400 نسخة. وحتى التصميمات القديمة فقد كانت تستخدم أكثر من دوار رئيسي، أما الحالية فتستخدم بالإضافة للرئيسي دوار ذيلي مانع للدوران. وهذا التصميم هو ما أصبح يُعرف عالميًا باسم المروحية.

## تاريخ الطائرة المروحية
تفيد الوثائق أن أقدم ذكر للطيران العمودي يرجع إلى الصين، وبالتحديد إلى حوالي عام 400 ميلادية، حيث يقول المؤرخون أن الأطفال الصينيين كانوا يلعبون بلعبة طائرة مصنوعة من الخيزران، وقد وجدت تلك الألعاب ورسومها طريقها إلى أوروبا عام 1463، عندما تمت ترجمة كتاب صيني قديم يحمل عنوان «باو فو تاو» (بالصينية: 抱朴子) بعض الأفكار الأم لصنع طائرة ذات محرك دوار، حيث جاء: 
| مروحية | البعض يسأل المعلّم عن أساسيات الصعود للارتفاعات الخطيرة والسفر عبر الفراغ الشاسع. فرد المعلّم: يجب على البعض صنع عربات طائرة من الخشب الداخلي من شجر السدر، باستخدام جلد الثور كأشرطة تثبيت للريش عند تحريك الآلة. | مروحية |

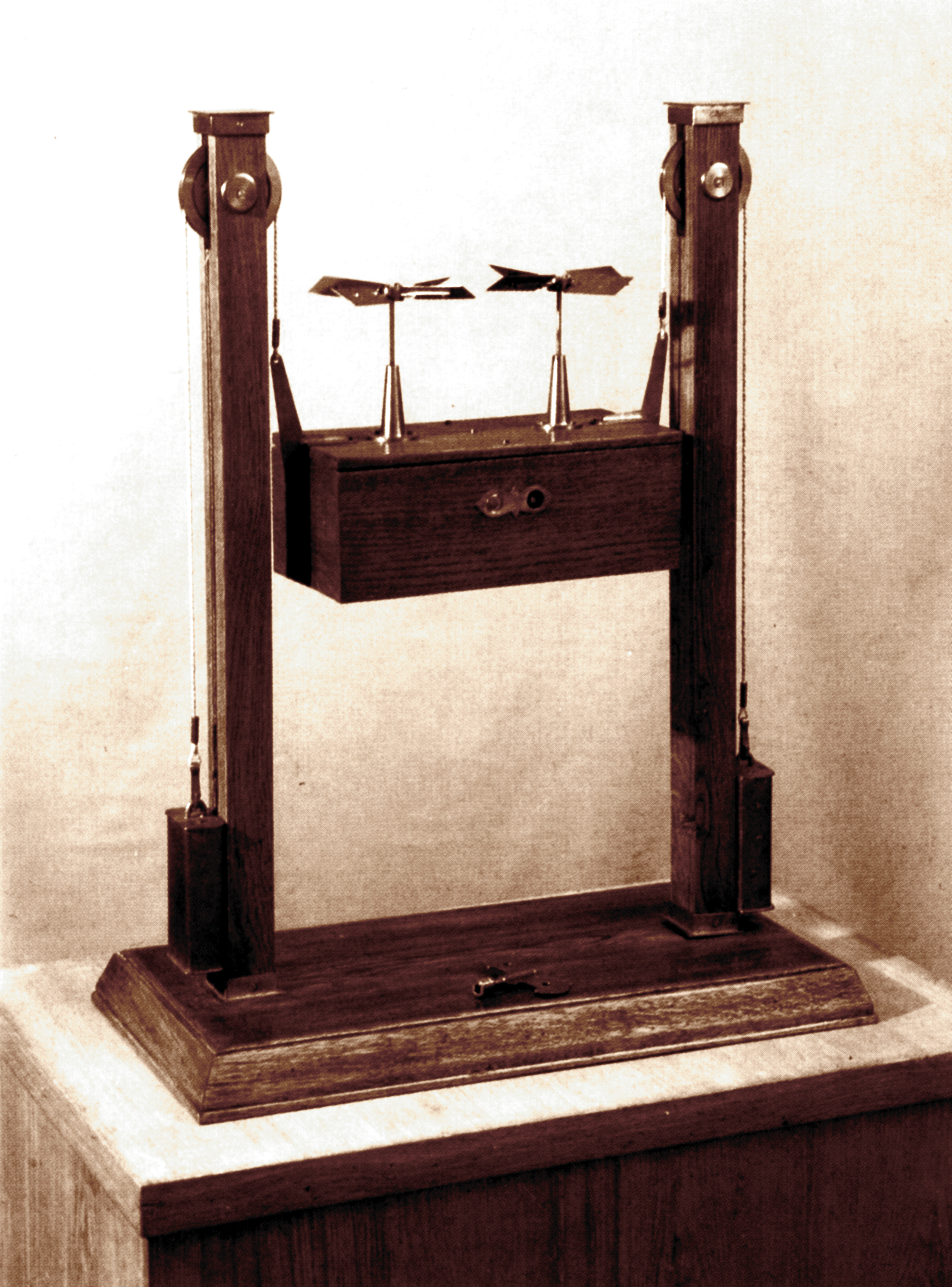
نموذج مروحية ميخائيل لومونوسوف من سنة 1754.

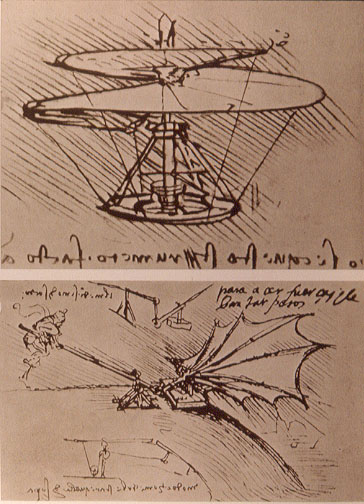
رسم لليوناردو دا فينشي لآلة طائرة بأجنحة لولبية.

رسم ليوناردو دا فينشي عدة رسوم لطائرة مروحية أسماها اللولب الطائر، وذلك في عام 1500م، وكتب بأنه عمل أنماط طيران صغيرة ولكن لم يستطع إيقاف الدوار لمنع العربة من الدوران. وفي عام 1754 عرض ميخائيل لومونوسوف من الأكاديمية الروسية للعلوم دوار متحد المحور يعمل بواسطة زنبرك ملفوف، وكان سيستخدم كآلة لأغراض الأرصاد الجوية.
في عام 1783 صنع كريستيان دي لوني مع ألفني بونيفيه نمط يتكون من دوارين متعاكسين الدوران وغير متحدي المحور باستخدام ريش الدجاج الرومي كريش للدوار وقد عرضها بالأكاديمية الفرنسية للعلوم عام 1784. ظهرت كلمة «هليوكبتر» لأول مرة عام 1861 عن طريق غوستاف دي بونتون داميكورت وقد عرض نمط يعمل بطاقة البخار.
خلال الفترة الممتدة من سنة 1860 حتى سنة 1880 ظهرت أنماط عديدة من المروحيات الصغيرة. صنع ألفونس بيناود في سنة 1870 نمطًا ذي دوارات متحدة المحور تعمل بلي الأحزمة المطاطية. وبعد ذلك بسبع سنوات، صنع أنريكو فورلانيني مروحية بدون طيار تعمل بمحرك بخاري، وهو أول نمط من نوعه ارتفع لمسافة 13 متر وبقي في الجو طيلة 20 ثانية، وقد أقلعت الطائرة عموديًا في حديقة بميلانو. أظهر تصميم عمانؤيل ديويد من سنة 1877، دوارات متعاكسة تعمل ببخار آت من أنبوب من سخان بالأرض. وفي سنة 1878 تم تصميم دواران معكوسيّ الدوران وصل وزنها إلى 3.5 كيلوغرامات وتعمل بالبخار، وقد ارتفعت لمسافة 12 متر وبقيت بالجو مدة 20 ثانية. في عام 1880 اختبر توماس إديسون مروحية صغيرة باستخدام محرك يعمل بمادة نيتروسيليلوز ولكنها تفجرت أثناء التجربة، فتوقف أديسون عن إكمالها، ومن ثم استخدم محركًا كهربائيًا. وقد اظهرت هذه التجارب مدى الحاجة لدوار كبير ذو نطاق أصغر للريش. طور المخترع السلوفاكي جان بايل نمط من المروحيات يعمل بواسطة محرك احتراق داخلي وارتفعت لنصف متر عام 1901، وبتاريخ 5 مايو 1905 ابتكر مروحية أخرى استطاعت الارتفاع حتى 4 أمتار وحلقت لمسافة 1500 متر بالجو.

### الرحلات الأولى

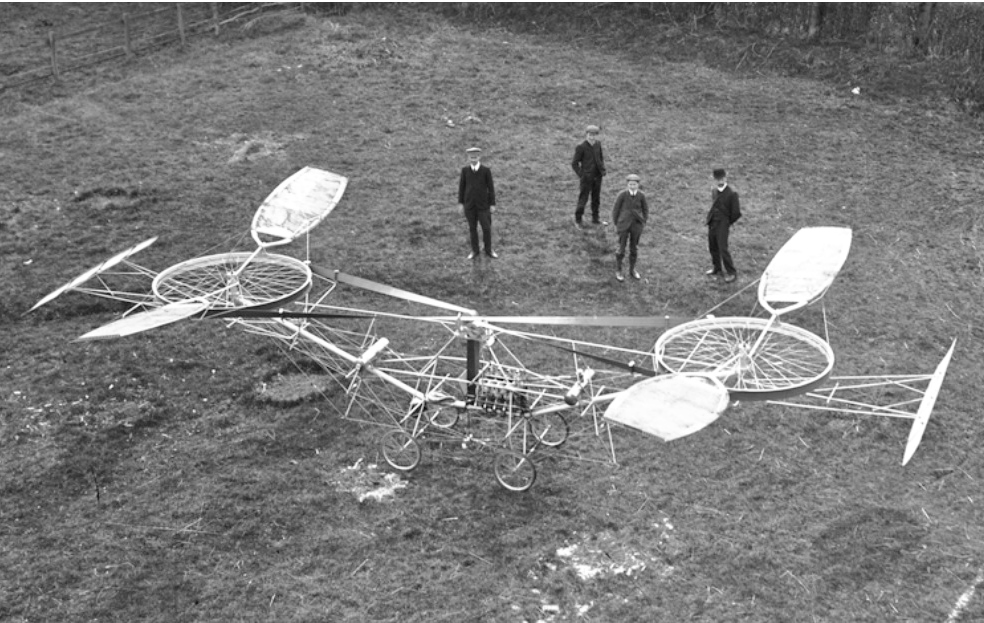
مروحية بول كورنو عام 1907.

بدأ الأخوان الفرنسيان جاك ولويس بريكو تجربتهما بوضع أسطح انسيابية على المروحية عام 1906، وقد أنتجت تجاربهما الطائرة الجيروسكوبية عام 1907، بعد أن ارتفعت بطائرها قدمين في الهواء لمدة دقيقة، وذلك خلال الفترة الممتدة بين بين 14 أغسطس و 29 سبتمبر على الأرجح. كانت هذه الطائرة غير ثابتة وغير متوازنة وقد تتطلب رجلاً يمسكها بكل زاوية من زواياها لجعلها متوازنة، لكن بسبب ارتفاعها عن الأرض، فقد اعتبر ذلك أول رحلة بمروحية يقودها طيار وإن كانت غير متوازنة وغير حرة.
بُنيت مروحية من تصميم المخترع الفرنسي بول كورنو في ذات الوقت الذي كان فيه الأخوان بريكو يجريان تجربتهما، وقد استخدم فيها دواران معكوسيّ الدوران طولهما 6 أمتار ويداران بواسطة محرك بنزين قدرته 24 حصان (18 كيلو واط)، وبدأ التجربة بتاريخ 13 نوفمبر من نفس العام، وقد ارتفعت هذه الطائرة مقدار قدم واحد وبقيت ثابتة بالجو لعشرين ثانية، وقد اعتبرت أول رحلة حرة لطائرة يقودها طيار. وقد استمر كورنو بتجاربه على نفس الطائرة مما مكنه من جعلها ترتفع بمقدار مترين، لكنه لم يستطع تثبيتها أثناء التحليق مما تسبب بإلغاء المشروع.

### البدايات الأولى للتطوير
تمكن الأرجنتيني راؤول بسكارا، في أوائل عقد العشرينيات من القرن العشرين، وخلال عمله بأوروبا من عمل أول تطبيقات ناجحة للميلان الدائري، والدوارات المحورية متعاكسة الاتجاه. وتمكن من استعمال مراوح الطائرة ثنائية الجناح لزيادة الرفع الدائري أو خفضه، وأيضًا تحريك قاعدة الدوار لجعل الطائرة تتحرك أفقيًا دون الحاجة لمروحة أخرى لفعل ذلك. وقد أعطى بسكارا أسس الدوران الذاتي لجعل المروحية تهبط بأمان عند فشل المحرك. بحلول عام 1924 تمت تجربة المروحية الثالثة لبسكارا فاستطاعت الطيران لمدة 10 دقائق. وما يثير التعجب بالأمر أن عالم الطيران الإيطالي «يوليو دوهت» كان قد سخر من فكرة الطائرة التي تستطيع الثبات بالجو دون حركة ووصفها بأنها سخيفة لن يُكتب لها أن تتحقق.

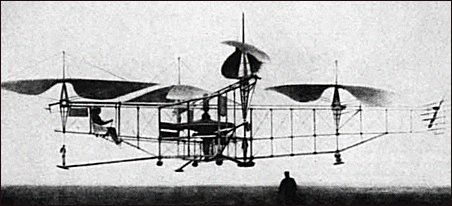
مروحية إيتيان أومشن.

عمل الفرنسي ايتيان أومشن، وهو ممن عاصروا بسكارا، أول رقم قياسي لمروحية في 14 أبريل سنة 1924 حيث طار بالمروحية لمسافة 360 متر، لكن بسكارا عاد ليُحطم ذلك الرقم بتاريخ 18 أبريل 1924 حيث طار لمسافة 736 متر (نصف ميل تقريبًا) لمدة 4 دقائق و 11 ثانية (بسرعة 8 أميال بالساعة أو 13 كيلومترًا بالساعة) وارتفاع 6 أقدام (مترين)، قبل أن يعود أومشن ليُحطمه بدوره مجددًا في 4 مايو، عندما طار بالمروحية الأخرى لمدة 14 دقيقة لمسافة 5,550 قدم وارتفع لعلو 50 قدم (15 مترًا)، وقد تمكن أيضًا من الطيران بدائرة عرضها كيلومتر واحد لمدة 7 دقائق و 40 ثانية.
خلال تلك المدة طوّر «خوان ديلا سيرفا» أول مروحية دوارة عملية بإسبانيا. وفي عام 1923 أضحت تلك الطائرة الأساس للمروحيات الحديثة حيث بدأت تأخذ شكل الأوتوجيرو، وسميت «طائرة C.4» اكتشف سيرفا الديناميكية الهوائية والعيوب بالهيكل بالتصاميم الأولى مما جعل آلة الأوتوجيرو تقفز عند الإقلاع، فمفاصل التصفيق (بالإنجليزية: Flapping hinges)‏ التي صممها سيرفا لطائرته سمحت للدوار أن يخلق كمية رفع مساوية لكلا جهتي السطح من اليمين واليسار. قاد حادث اصطدام عام 1927 إلى تطوير مفصل السحب (بالإنجليزية: Drag hinge)‏ لتخفيف عبئ حركة الصفاقات على الدوار، وقد زادت كلا عمليتي التطوير تلك من ثبات نظام الدوران، ليس للرفرفة فقط ولكن لعملية الطيران للأمام.
بدأ مهندس الملاحة الجوية الهولندي «ألبرت جيليس فون بامهاور» بدراسة تصميم الآلة الدوارة عام 1923. وبتاريخ 24 سبتمبر 1925 طار النمط الجديد الذي صنعه (بالواقع وثبت ثم تأرجحت بمكانها) تحت قيادة ضابط بسلاح الجو الهولندي، باستخدام آلة تحكم اخترعها بامهاور. حصل بامهاور على براءة اختراع بتاريخ 31 يناير 1927 من وزارة الطيران البريطانية.
في عام 1930 بنى المهندس الإيطالي كورادينو دسكانيو مروحيته مركزية المحور المسماة «D'AT3» وهي آلة ضخمة نسبيًا وبها دواران متعاكسا الدوران، والتحكم بها عن طريق أجنحة إضافية أو سطيح موازن على الحافة الخلفية من الشفرات. اعتمد هذا التصميم لاحقًا من قبل مصممي مروحيات آخرين، بمن فيهم بليكر وكامان، حيث أخذ المصممون يضعون ثلاث مراوح على هيكل الطائرة للتحكم بالانعراج والالتفاف والانحدار، وقد ضربت رقمًا قياسيًا جديدًا مضافًا لها الارتفاع (18 متر) ولمدة 8 دقائق و 45 ثانية ولمسافة 1,078 مترًا.
خلال تلك المدة كان مهندسا الملاحة الجوية السوفييت بوريس يوريف وأليكسي شيرموخين قد عملا على تصميم مروحية في المعهد المركزي للعلوم الهيدروديناميكية الهوائية (بالروسية: Центра́льный аэрогидродинами́ческий институ́т) وهي مروحية ذات دوار واحد، تستخدم إطار انبوبي، ذات دوار رئيسي له أربعة شفرات ومجموعتين من المراوح مانعة الانحراف ذات قطر يصل إلى 1.8 أمتار (6 أقدام) وتعمل بمحركين. كان كلا المحركين عبارة عن نسخة من محرك فرنسي قديم يعود إلى الحرب العالمية الأولى، وقد تم عمل عدة محاولات طيران ناجحة ذات ارتفاع منخفض. لكن بتاريخ 14 أغسطس 1932 أقدم شيرموخين على جعل الطائرة ترتفع إلى مستوى قياسي وهو 605 أمتار (1985 قدم)، إلا أنه لم يُعْتَرَف بهذا الرقم القياسي.
أقدم المهندس الروسي نيقولا فلورين على بناء أول مروحية ذات مكائن دوارة مزدوجة لعمل طيران حر، وقد طارت مروحيته بإحدى مدن بلجيكا في شهر أبريل من سنة 1933 على ارتفاع 6 أمتار وبقيت ثابتة لمدة 8 دقائق. وقد رغب فلورين بتنظيم دوران مشترك لأن نظام حفظ التوازن الجيروسكوبي للدوارات لم يكن قد نجح بالتغلب عليه بعد، لذا كان ينبغي تصميم الدوارات لتكون ذات ميلان قليل باتجاه معاكس لعزم الدوران. وقد تم استخدام دوارات عديمة المفصل ودوران مشترك مما قلل من الضغط على الهيكل. وقد اعتبرت تلك المروحية بذلك الوقت من أكثر المروحيات ثباتًا.

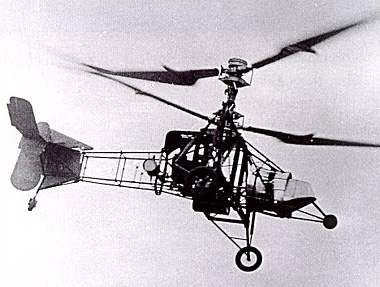
الطائرة العمودية الاختبارية الفرنسية.

صُنعت أول طائرة مروحية عام 1933 بعد العديد من الاختيارات والفحوص والحوادث المتكررة، واطلق عليها تسمية «الطائرة العمودية الاختبارية الفرنسية» (بالفرنسية: Gyroplane Laboratoire)‏، وطارت تلك الطائرة بتاريخ 26 يونيو 1935. وخلال مدة بسيطة كانت تلك الطائرة قد حققت أرقامًا قياسية بالطيران. بتاريخ 14 ديسمبر 1935 سجل رقمًا جديدًا بالتحليق حول دائرة قطرها 500 متر. وبعدها بسنة في 26 سبتمبر 1936 وصلت تلك الطائرة لأقصى ارتفاع وهو 158 مترًا، واستمرت تلك الطائرة بتحقيق أرقام جديدة حيث حلقت بتاريخ 24 نوفمبر 1936 لمدة ساعة ودقيقتين وخمس ثواني وبدائرة طولها 44 كيلومترًا بسرعة 44.7 كم/ساعة. لكن تلك الطائرة كان مصيرها الدمار بقصف جوي من جانب الحلفاء على المطار التي كانت به عام 1944.

### ميلاد تلك الصناعة
بالرغم من النجاح الذي حققته الطائرة العمودية الاختبارية إلا أن المروحية الألمانية المسماة «Focke-Wulf Fw 61» تفوقت عليها بالإنجازات. تمت أول عملية طيران لهذه المروحية عام 1936، وحطمت جميع الأرقام القياسية التي سبقتها بحلول عام 1937، كما أثبت أن أشكال الطيران التي كانت تتم بالسابق كانت بالاعتماد فقط على الأوتو جيرو. وقد تم عرضها في شهر فبراير من سنة 1938 وبقيادة أول امرأة تطير بالمروحية واسمها هانا ريتش.
استخدمت ألمانيا النازية تلك المروحيات في مهمات قليلة خلال الحرب العالمية الثانية، كالمراقبة والنقل ومهمات الإخلاء الطبي، وبسبب كثرة قصف الحلفاء للألمان لم يتم إنتاج كميات كبيرة لتلك المروحيات في ألمانيا.
بدأ إنتاج المروحيات في الولايات المتحدة على يد إيجور سيكورسكي ولورانس ليباج، حيث كانا يتنافسان لإنتاج أول مروحية للجيش الأمريكي قبل الحرب، وقد حصل ليباج على براءة الاختراع لتطوير مروحيات على غرار النسخ الأولى من الطائرة الألمانية Fw 61، فتم إنتاج طائرة XR-1. خلال تلك المدة كان سيكورسكي اعتمد تصميم ابسط لدوار واحد وهو VS-300. وبعد عدة تجارب مع اشكال مختلفة وذلك لمواجهة عزم الدوران الناتج من الدوار الرئيسي، استقر على تصميم دوار مفرد أصغر حجمًا ومتعامدًا مع الدوار الرئيسي ويوضع بنهاية الذيل.
تم تطوير نسخة سيكورسكي VS-300 بنسخة مطورة وهي R-4 والتي اضحت أول طائرة تنتج بكميات كبيرة (100 طائرة كأول طلب لها)، وتعتبر R-4 المروحية الوحيدة التي عملت لخدمة الحلفاء خلال الحرب العالمية الثانية، واستخدمت بشكل أساسي لعمليات الإنقاذ في بورما وألاسكا وفي مناطق أخرى وعرة. تم إنتاج 131 طائرة من تلك النسخة قبل أن يتم استبدالها بالنسخ الأخرى مثل R-5 و R-6، وبالإجمال فقد تم إنتاج 400 مروحية من نوع سيكورسكي قبل نهاية الحرب.
وكما بنى ليباج وسيكورسكي طائراتهم المروحية لخدمة الجيش، فإن شركة بيل للطائرات استأجرت شخصاً اسمه آرثر يونغ للمساعدة في صنع مروحية باستخدام تصميم يونغ لدوار ذو الشفرات متأرجحة شبه صلبة، والتي تتمايل بشكل خفيف للمحافظة على حمل عمود الموازن. أظهرت النسخة 30 من المروحية بساطة وسهولة التصميم، وقد تطور لاحقًا إلى نسخة بيل 47 والتي أصبحت أول طائرة معتمدة للاستعمال المدني بالولايات المتحدة، وانتجت في عدة دول وقد أضحت أشهر مروحية للاستخدام المدني قرابة ثلاثين عامًا.

### عصر التوربين

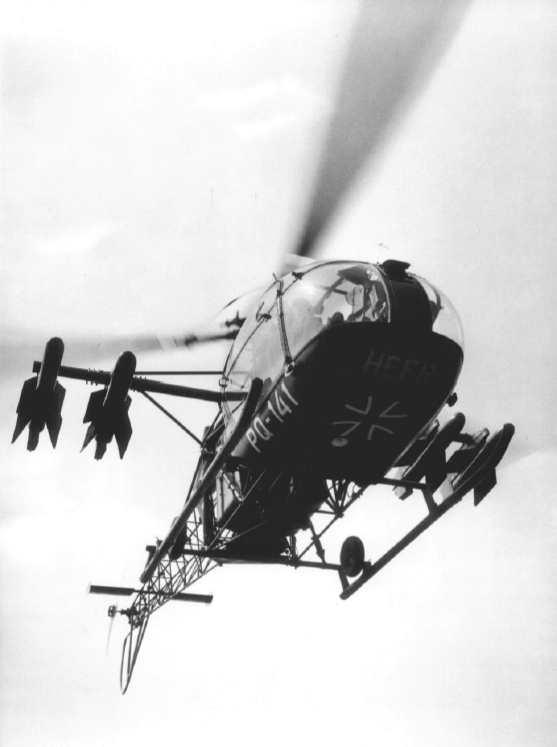
مروحية ألويتي II تابعة للجيش الألماني.

في عام 1951 وبطلب مستعجل من وزارة البحرية، طوّر تشارلز كامان مروحيته المسماة «Kaman K-225» بنوع جديد من المحركات، وهو المحرك التوربيني، الذي أعطى المروحية كمية ضخمة من القوة الحصانية وبوزن أقل من محرك المكبس بقطعه الضخمة وأجهزته المساندة، وقد اكتمل عمل كامان على اختراعه في 11 ديسمبر سنة 1954، مما جعلها أول مروحية ذات محرك توربيني بالعالم.
بعد ذلك بسنتين، أي في 26 مارس 1954 ظهرت طائرة كامان المسماة «HTK-1» المطورة للبحرية وهي أول مروحية تطير بمحرك توربيني ثنائي. أما أول طائرة أُنْتِجَت بمحرك توربيني على الإطلاق فكانت ألويتي II من إنتاج شركة سود أفياسيون الفرنسية.
تطورت تلك المروحيات المستقرة وهي بوضع الطيران بعقود بعد ظهور الطائرات ثابتة المراوح، ويرجع ذلك لارتفاع كثافة الطلب للمحرك من الطائرات العادية.
شكّل تطوير الوقود والمحركات خلال النصف الأول من القرن العشرين عاملاً مهمًا في تطوير المروحيات، أدّى توفر المحرك التوربيني خفيف الوزن بالنصف الثاني من القرن سالف الذكر إلى تطوير المروحيات حتى أصبحت ذات قدرة وسرعة أكبر وكفاءة أفضل، بينما استمرت المروحيات الصغيرة ذات الكلفة الأقل تستخدم محرك المكبس، وإن كان لايزال المحرك التوربيني هو المحرك الأكثر طلبًا للمروحيات بالوقت الحالي.

## استخدامات
تستخدم المروحية لأداء بعض المهمات التي لا تستطيع الطائرات الأخرى القيام بها، بسبب خصائصها التشغيلية الفريدة، مثل قدرتها على الإقلاع والهبوط عموديًا، والبقاء ثابتة بالجو لفترات طويلة من الوقت، فضلا عن قدرتها على التعامل بحالات السرعة الجوية المنخفضة. تشمل استخدامات المروحية حاليًا النقل والبناء ومكافحة الحرائق والبحث والإنقاذ والاستخدامات العسكرية.

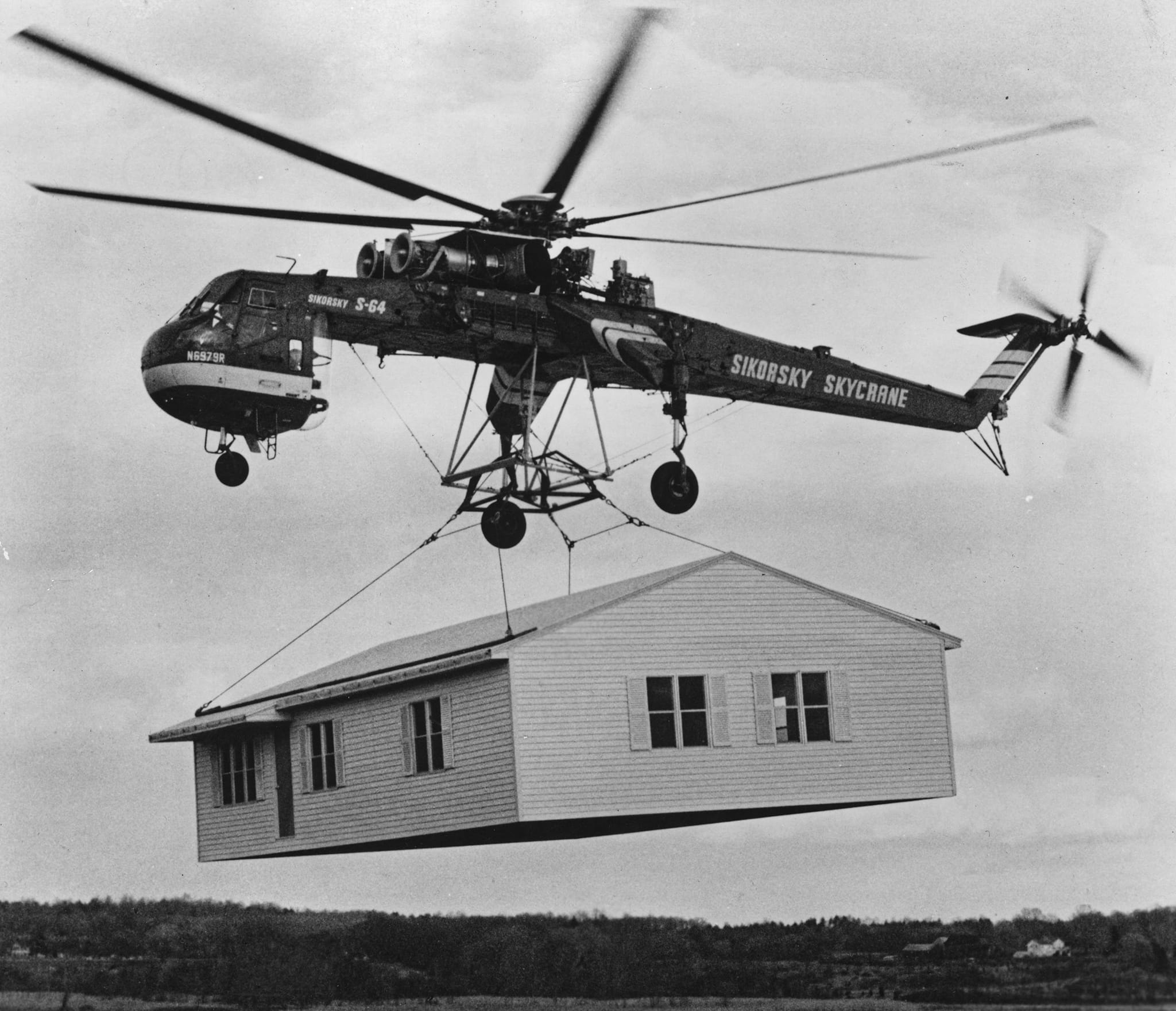
الرافعة الجوية سيكورسكي S-64
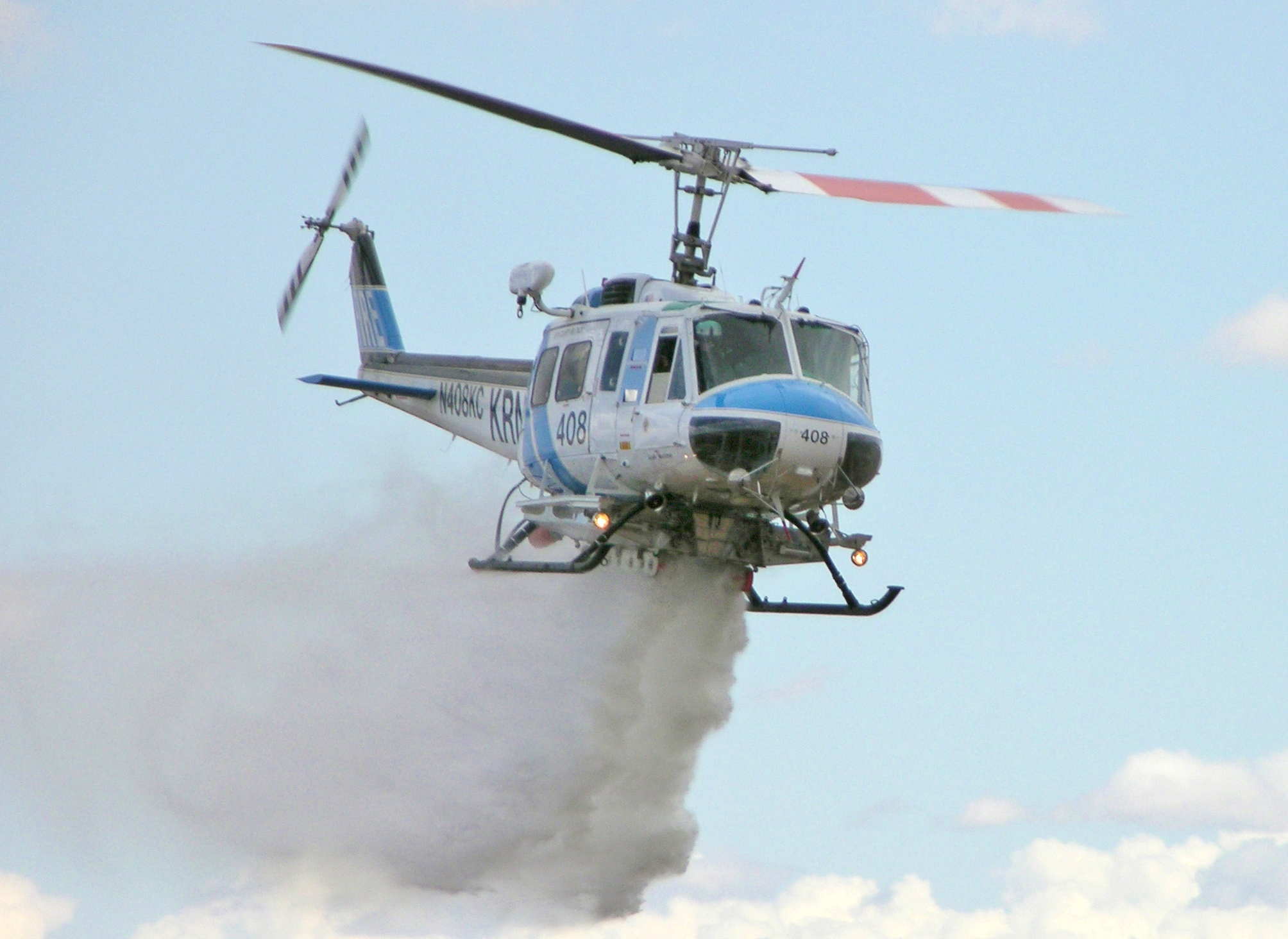
مروحية تابعة لولاية كاليفورنيا ترمي المياه لإطفاء الحرائق
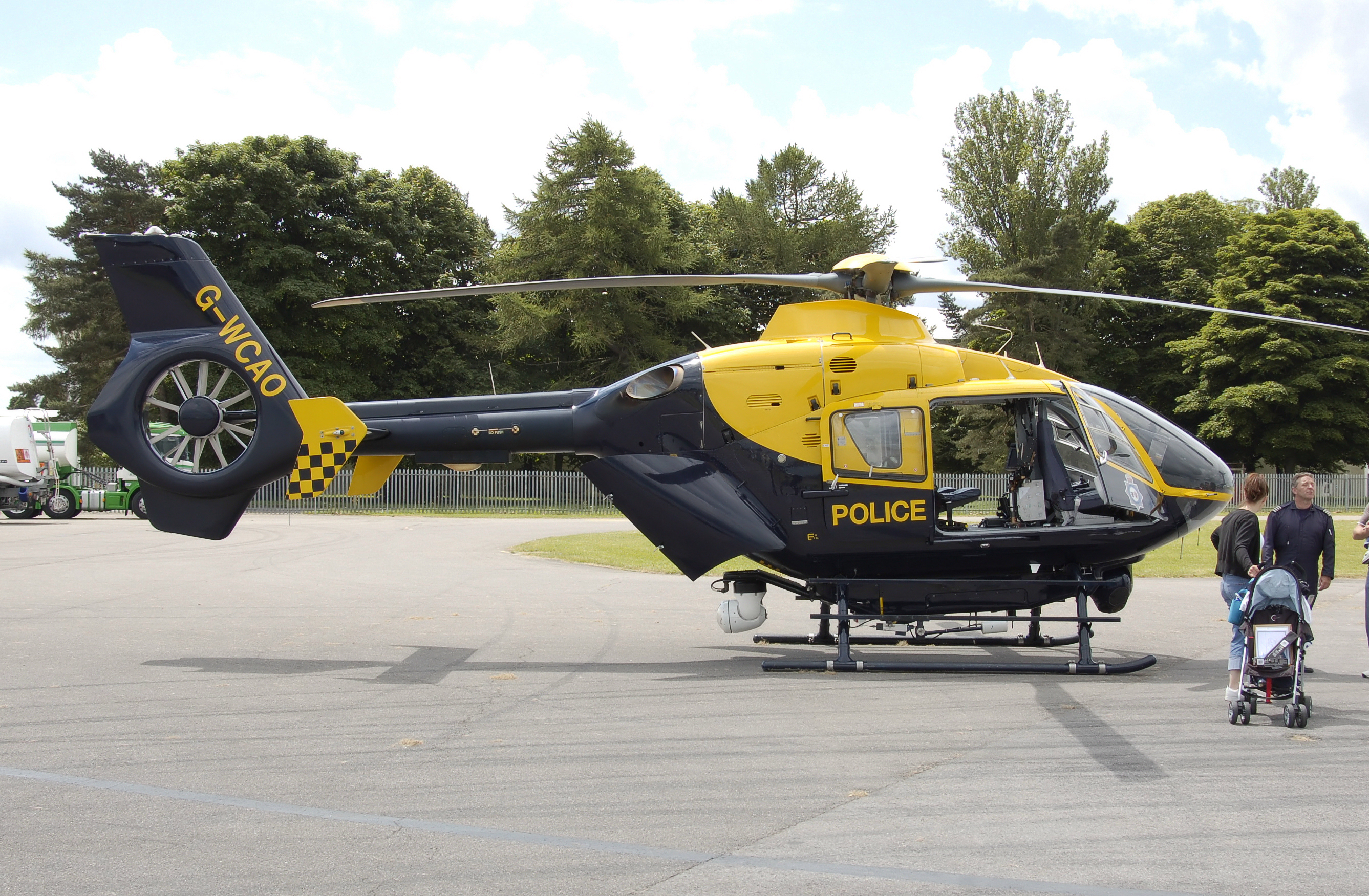
مروحية شرطة تابعة لولاية أفون جنوب إنجلترا
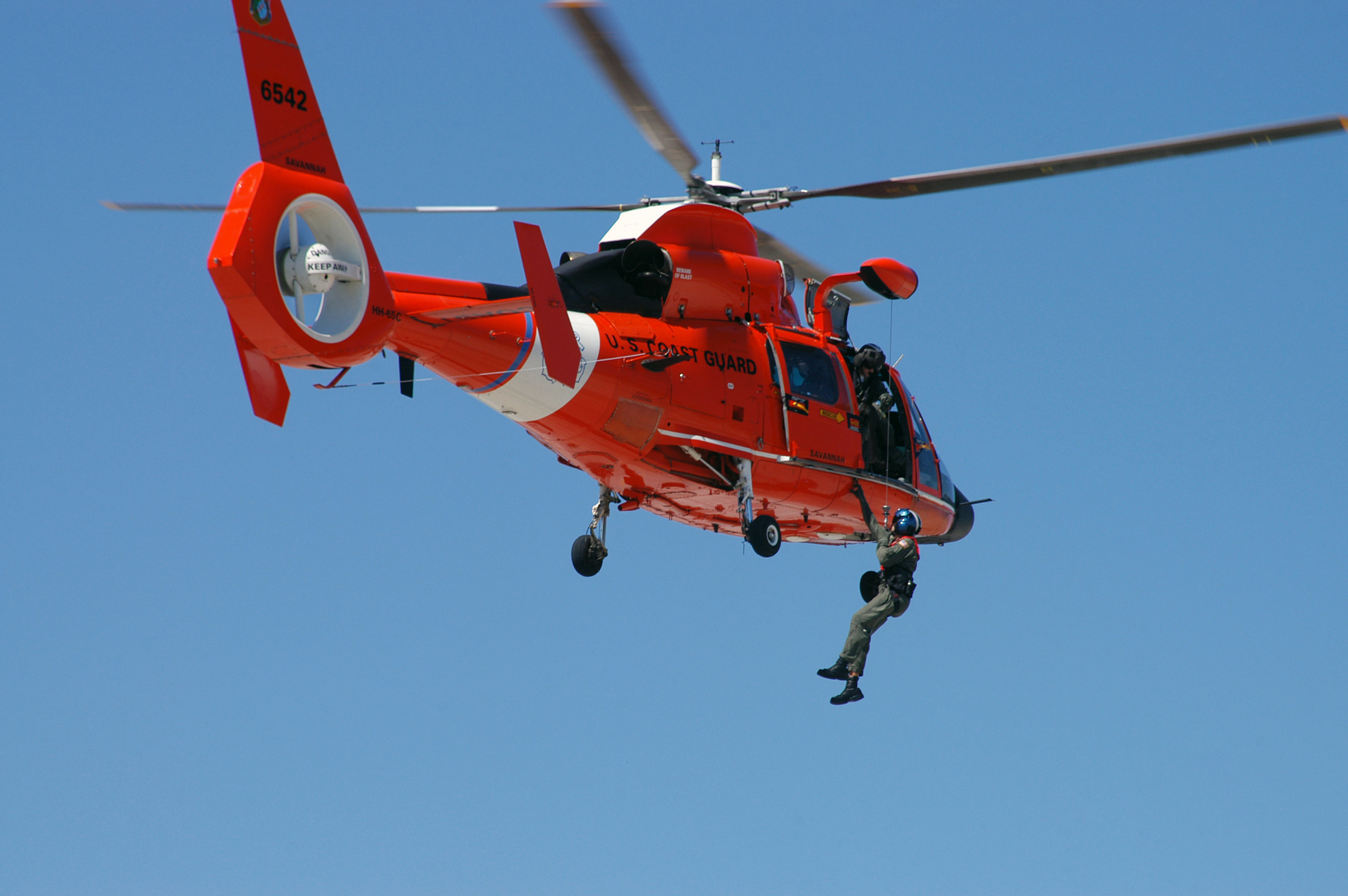
مروحية HH-65 دلفين في عرض لإمكانية استخدامها في إنقاذ الأشخاص عن طريق رفعهم عموديًا

الرافعة الجوية هي عبارة عن مروحية ذات أسلاك قوية وطويلة مخصصة لرفع الحمولات الكبيرة مثل الأجهزة الضخمة كأبراج الاتصالات ووحدات التكييف التابعة للمباني الكبيرة، وكذلك في التحطيب، كنقل الأشجار من أراضِِ لا تستطيع الشاحنات الوصول لها.
بعض المروحيات مخصصة لإطفاء حرائق البرية الكبيرة، وتُعرف «بمروحيات توصيل معدات مكافحة الحريق» (بالإنجليزية: Helicopter-delivered fire ،resources واختصارًا: Helitack)‏، وهي تعمل كمضخات تحمل ماء بخزانات مثبتة داخلها، أو تحمل دلاء فترميها على الحريق (تسمى الواحدة بدلو بامبي)، تُعبأ تلك الخزانات أو الدلاء عن طريق غمرها من أي خزان مائي سواءً طبيعي كالنهر أو البحر أو صناعي كخزانات المياه أو شاحنات مياه الشرب. ويكون هناك أنبوب أو خرطوم موصل بالخزانات المحمولة داخل المروحية فيسحب المياه من المصدر بينما تكون المروحية ثابتة بالجو. وتستخدم أيضا لنقل الإطفائيين إلى أماكن لا مجال للوصول لها بالأساليب التقليدية حيث ينطون منها إلى تلك الأماكن مع إمكانية إمدادهم بتجهيزات الممكنة. أشهر تلك المروحيات هي «بيل 205» بنسخها المتعددة وأيضا الرافعة الجوية «سيكورسكي S-64» المتخصصة لإطفاء الحرائق.

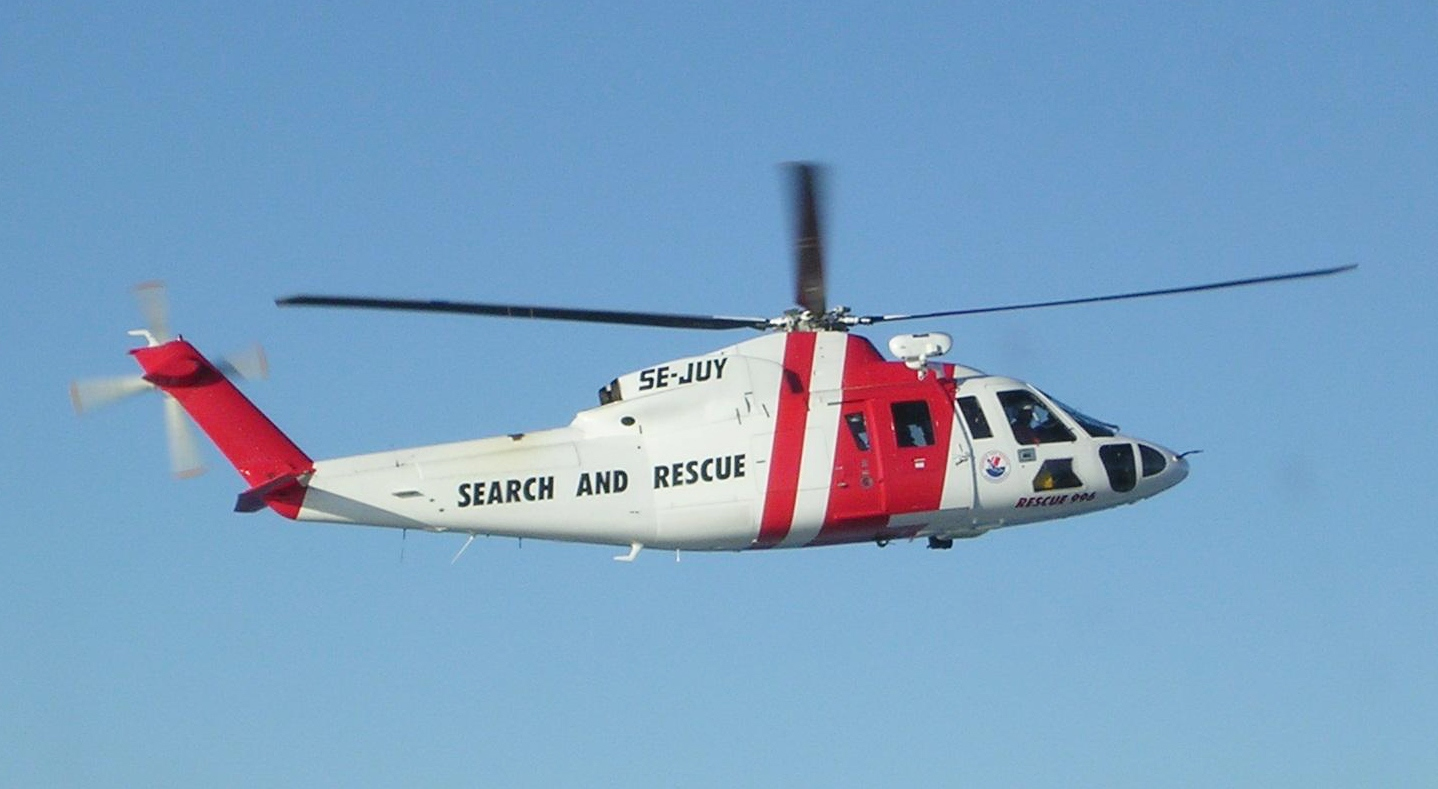
مروحية سويدية للبحث والإنقاذ.

تُستخدم بعض المروحيات كإسعاف جوي للمساعدة في حالات الطوارئ الطبية فتصل إلى أماكن لايمكن للإسعاف العادي الوصول لها فتصل للموقع بسهولة، أو لنقل المرضى ما بين نطاقين طبيين بحيث يكون النقل الجوي هو الطريقة الأكثر أمانًا للمريض. تجهز مروحية الإسعاف الجوي بالمعدات الطبية لمساعدة المريض خلال نقله جوًا، وتوصف عملية نقل المرضى «بالإخلاء الطبي» (بالإنجليزية: Medical evacuation، اختصارًا: MEDEVAC)‏.

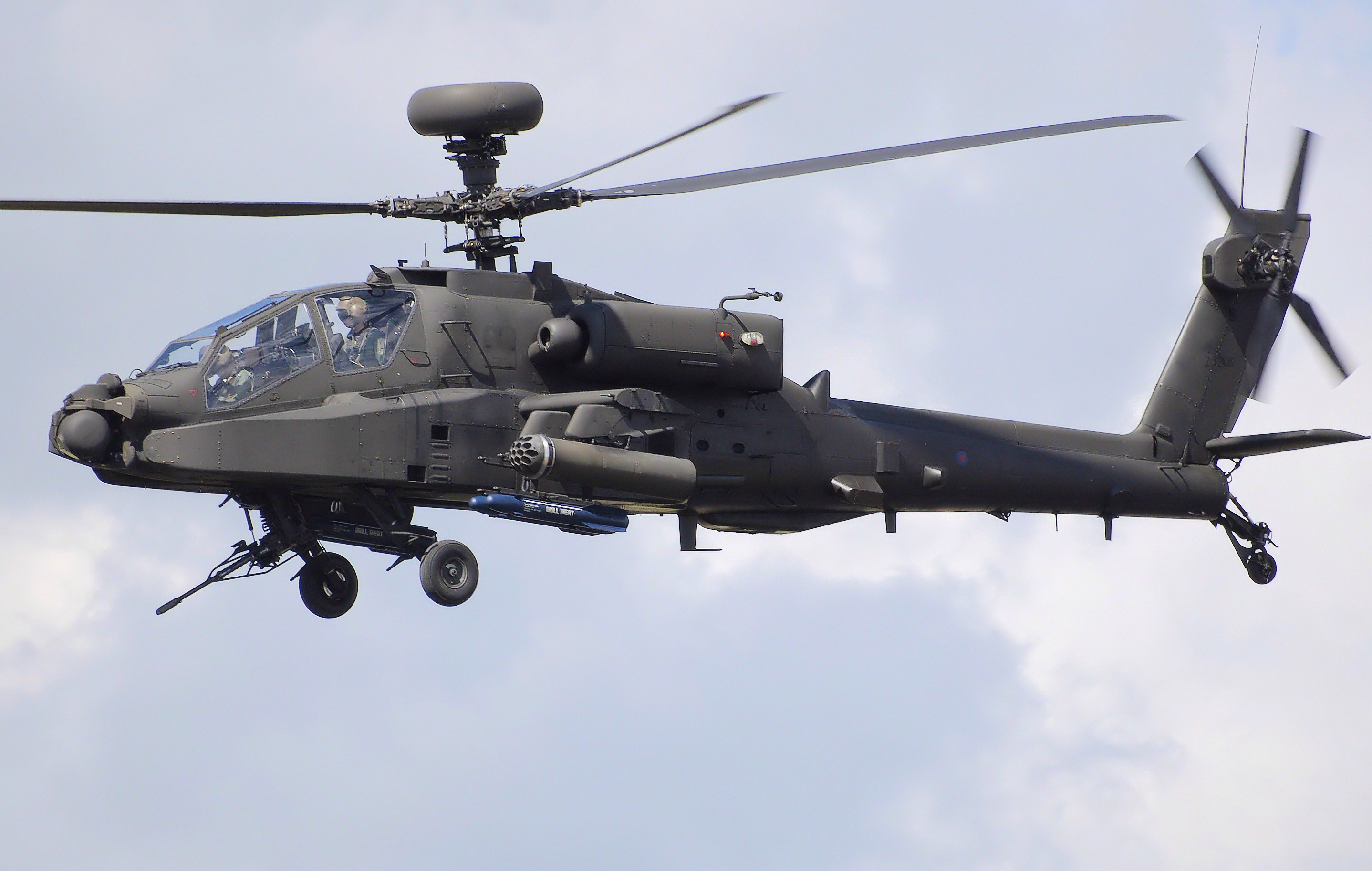
مروحية أباتشي تابعة لسلاح الجو البريطاني.

تستأجر شركات النفط المروحيات لنقل العاملين لديها أو معداتها بسرعة من وإلى أماكن الحفر البعيدة عن المناطق المأهولة كالصحراء أو البحر، بما أنها أسرع من القوارب مما يضمن استمرار تدفق إنتاج منصات النفط. وهناك شركات عالمية متخصصة للنقل بواسطة المروحيات مثل شركة المروحيات الكندية CHC، وشركة بريستو للمروحيات البريطانية.
تستخدم الشرطة وغيرها من إدارات تنفيذ القانون مروحيات خاصة لملاحقة المشتبه بهم. وبما أن للمروحية خاصية الحصول على منظر جوي متكامل، فإنها تكون على اتصال مع الشرطة بالأرض لتتبع مواقع المشتبه بهم وتحركاتهم. وتُركب بها كشافات ضوئية وحساسات حرارية للكشف الليلي.
تستخدم الجيوش مروحيات هجومية لتكثيف الغارات الجوية على الأهداف الأرضية. ومثل تلك المروحيات تكون مزودة بقاذفة صواريخ ورشاش خفيف. أما مروحيات النقل فهي تنقل الجنود والإمدادات في حالة انعدام وجود مطارات للهبوط مما يجعل من المستحيل نقلهم بواسطة الطائرات. ويسمى نقل الجنود بالمروحية بالهجوم الجوي.

## مميزات التصميم

### نظام الدوار
نظام الدوار، أو الدوار كتسمية بسيطة، هو الجزء الذي يدور حول نفسه بالمروحية لإنتاج قوة الرفع، ويركب هذا النظام أفقيًا لكي يعطي الرفع بشكل عمودي كالدوار الرئيسي، أو يثبت بشكل عمودي لإعطاء قوة الرفع بشكل أفقي (كأنه قوة دفع) كما بالدوار الخلفي ليعادل تأثير اللي المعاكس. وفي حالة طائرات ذات الدوار المائل (بالإنجليزية: Tiltrotor)‏ يكون الدوار موجودًا في غرفة على طرف جناح الطائرة لنقل الدوار من الوضع الأفقي معطيًا رفعًا أفقيًا كدفع إلى الوضع العمودي معطيًا قوة رفع تمامًا كالمروحية.
يحتوي هذا النظام على عمود أو سارية، والمحور، والريش أو الشفرات. والسارية عبارة معدن اسطواني الشكل تتمد بالأعلى وتتحرك بواسطة ناقل الحركة. وفي أعلى السارية يوجد مركز الالتقاء مع ريش الدوار وتسمى تلك النقطة بالمحور. يمكن تثبيت الريش بالمحور بطرق عديدة، تُصنّف عن طريقها كيفية تثبيت الريش وتحركها مقارنة مع المحور الرئيسي، ويوجد لها ثلاث تصنيفات أساسية: ثابتة وشبه ثابتة ومفصلية بالكامل، بالرغم من أن الأنظمة الحديثة للدوارات تستخدم مزيج هندسي لتلك الأنواع.

#### الثابت

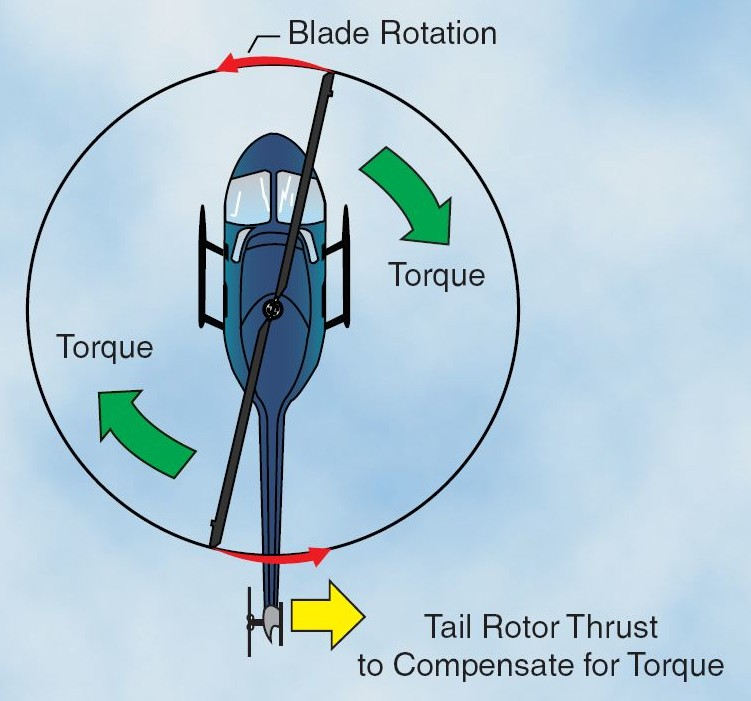
معاكس عزم الدوران

في نظام الدوار الثابت يكون كل من المحور والسارية والريش ثابتة مع بعضها البعض، لذلك فنظامها الميكانيكي يُعد في هذه الحالة أبسط من نظام الدوار المفصلي، فلا يوجد لديها مفاصل أفقية أو عمودية حتى تتمكن الريش من السحب أو التموج. كذلك فإن أحمال التشغيل الناتجة من الخفقان والقوى -التابع أو المتبوع- ستُمتص بإمالة الريش أكثر مما لو أن بها مفصل. تعادل الريش نفسها بالانحناء مع القوى التي تتطلب مفاصل قوية، وينجم عن ذلك جعل ردة فعل التحكم بنظام الدوار أقل بطأً لأن الدوار نفسه أقل يكون تمايلاً. يلغي النظام الثابت خطورة اهتزاز السارية المتأصلة بالدوارات شبه الثابتة، ويُسمى هذا الدوار أيضا باسم «دوار لامفصلي».

#### شبه ثابتة

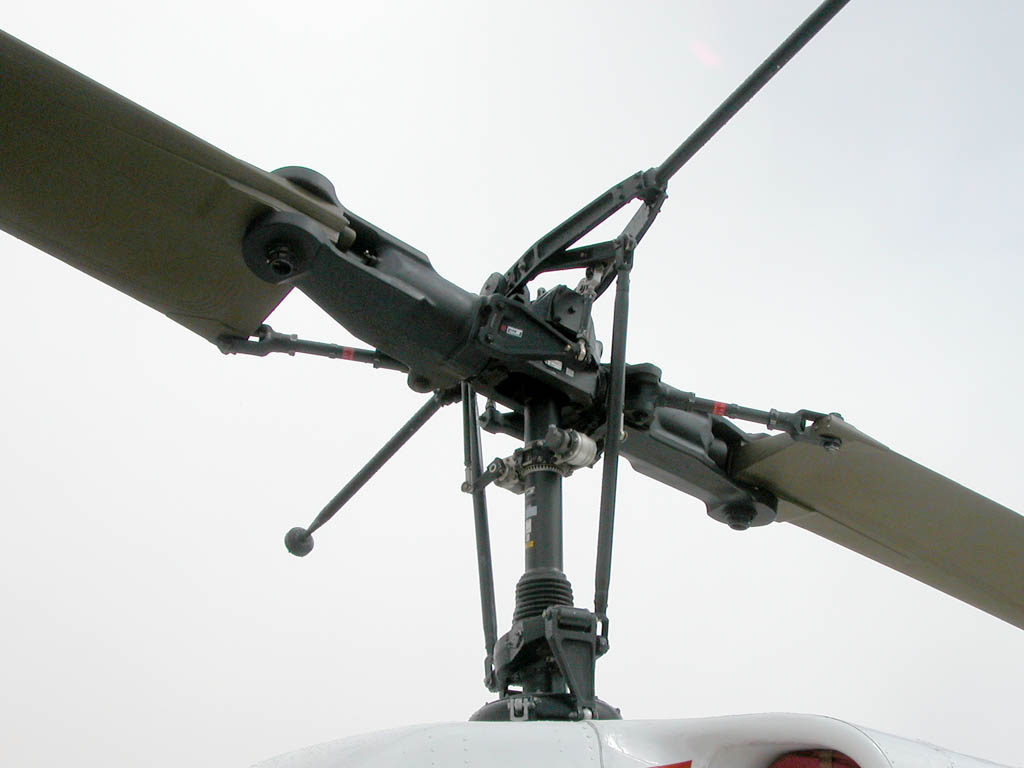
نظام دوار شبه ثابت.

يعطي نظام شبه الدوار حركتين مختلفتين: التمايل والتجديف، ويحتوي على ريشتين ملتصقتين بثبات على المحور الدوار والذي يكون ملتصقًا بدوره بالسارية بواسطة حامل المبرم مرتكز الدوران أو مفصل متأرجح ويكون حر الميلان على عمود الدوران الرئيسي. تجعل تلك الطريقة الريش قادرة على أن تتأرجح معًا، فإذا تأرجحت إحداهما للأعلى فإن الأخرى تخفق للأسفل. أما التجديف فإنه يكتمل مع فصالات التجديف، والتي تغير من زاوية التأرجح للشفرة، بما أنه لا يوجد مفصل للسحب العمودي، لذلك فالقوى (تابع ومتبوع) ستُمتص بإمالة الريشة.
تكون المروحية ذات الدوار شبه الثابت عرضة لحالة تعرف باهتزاز السارية والتي تسبب بتوقف تأرجح الدوار فيقطع السارية. تحصل حالة اهتزاز السارية خلال حالة «low-G» وهي حالة انعدام الوزن للطائرة كالسقوط أو عملية مناورة أفقية سريعة، لذلك تنص كتيبات التشغيل دومًا على عدّة تعليمات لتجنب جميع حالات انعدام الوزن.

#### مفصلية بالكامل
في النظام المفصلي الكامل، تتصل جميع الريش بمحور الدوار من خلال مجموعة من المفاصل، مما يسمح لكل شفرة أن تتحرك بحرية بمعزل عن الشفرات الأخرى. ويتكون هذا النظام من ثلاث شفرات فما فوق، قادرة على التمايل والتجديف وتشكّل تابعًا ومتبوعًا بشكل منفصل عن الأخرى. يسمى المفصل الأفقي بمفصل التموج ويسمح للشفرة بالحركة العمودية (فوق وتحت) وتلك الحركة التموجية تعمل لمعادلة ما يُسمى «بالرفع غير المتجانس» ويثبت مفصل التموج بمسافات مختلفة من محور الدوار، وقد يكون هناك أكثر من مفصل. أما المفصل العمودي، ويُسمى تابع-متبوع أو مفصل السحب، فهو يسمح بالحركة الأفقية (أمام وخلف أو السحب)، ويوجد به منظم كي يمنع زيادة الحركة الخلفية أو الأمامية حول مفصل السحب. وميزة هذا المنظم ومفصل السحب هي معادلته بين تزايد السرعة وتناقصها التي تحصل بسبب تأثير كوريوليس. بإمكان كل ريشة التجديف وذلك بدورانها حول محورها الطولي، فالتجديف يعني تغيير بزاوية التأرجح للريشة، حيث أن التغيير بزاوية التأرجح للريش من شأنه أن يسيطر على الدفع واتجاه قرص الدوار الرئيسي.

#### الموحد
بعض أنظمة الدوار الحديثة تستخدم كلا أساسيات أنظمة الدوار سالفة الذكر. بعض محاور الدوار تُشكل كمحور متحرك، مما يسمح بميلان الشفرة (تجعلها مرنة) دون حاجة إلى قواعد ارتكاز (سنادات) أو فصالات. وتسمى تلك الأنظمة بالمتمازج (بالإنجليزية: flexture؛ أي Flex-mixture)‏، وتكون مصنعة من خليط خامات. تُصنع قواعد الارتكاز المرنة من المطاط، وهي محدودية الحركة وتلائم تطبيقات المروحية، وقد تستعمل كبديل عن قواعد الارتكاز التقليدية. تعاني قطع المروحية من مجهود أقل وتستطيع أن تؤدي عملها لفترة أطول بسبب عدم احتياج قواعد الارتكاز المرنة أو المتمازجة إلى تشحيم، وسهولة صيانتها، بالإضافة إلى امتصاصها للاهتزازات.

#### أشكال مانع عزم الدوران

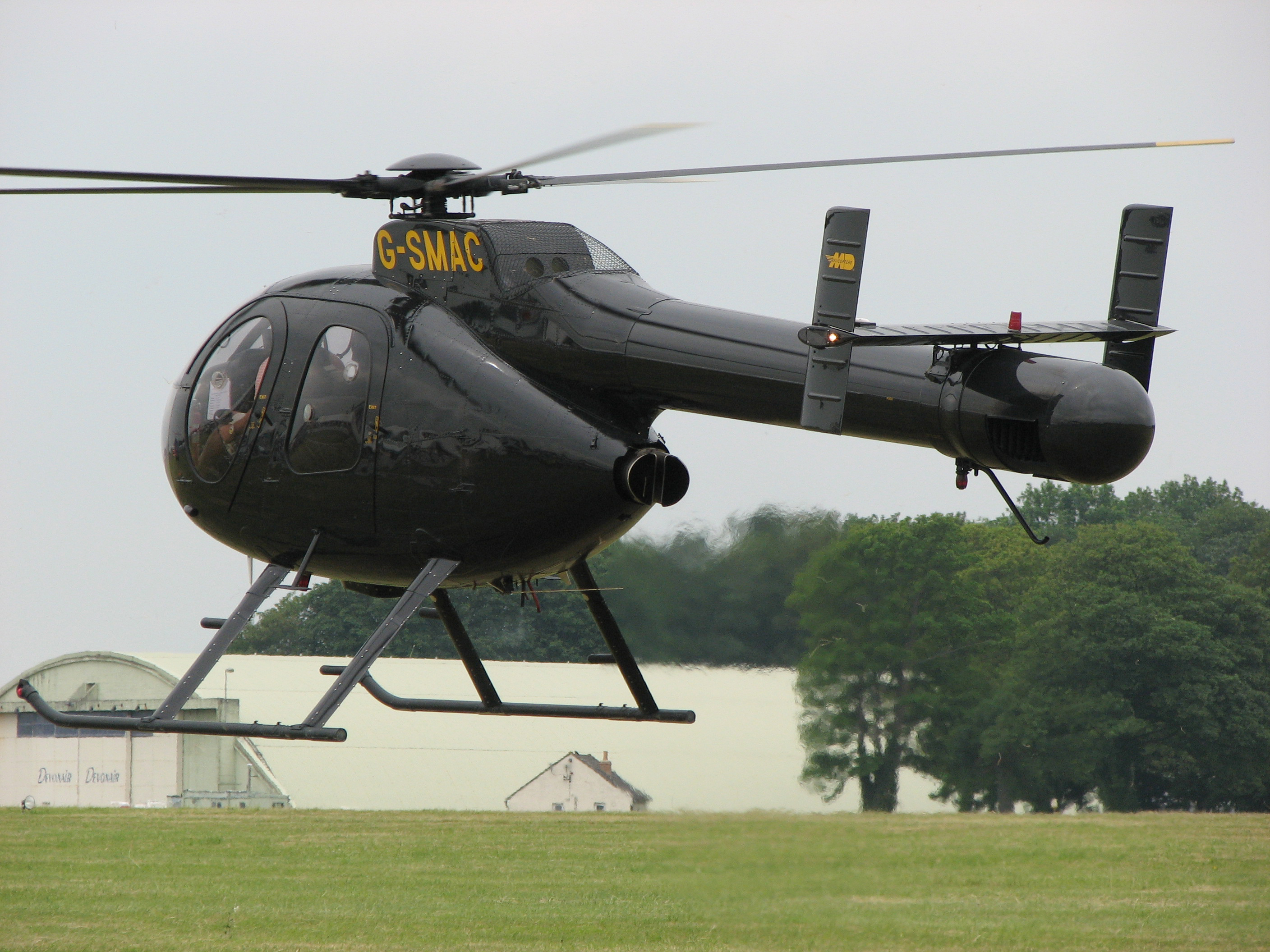
مروحية تستخدم نظام عديم دوار الذيل.

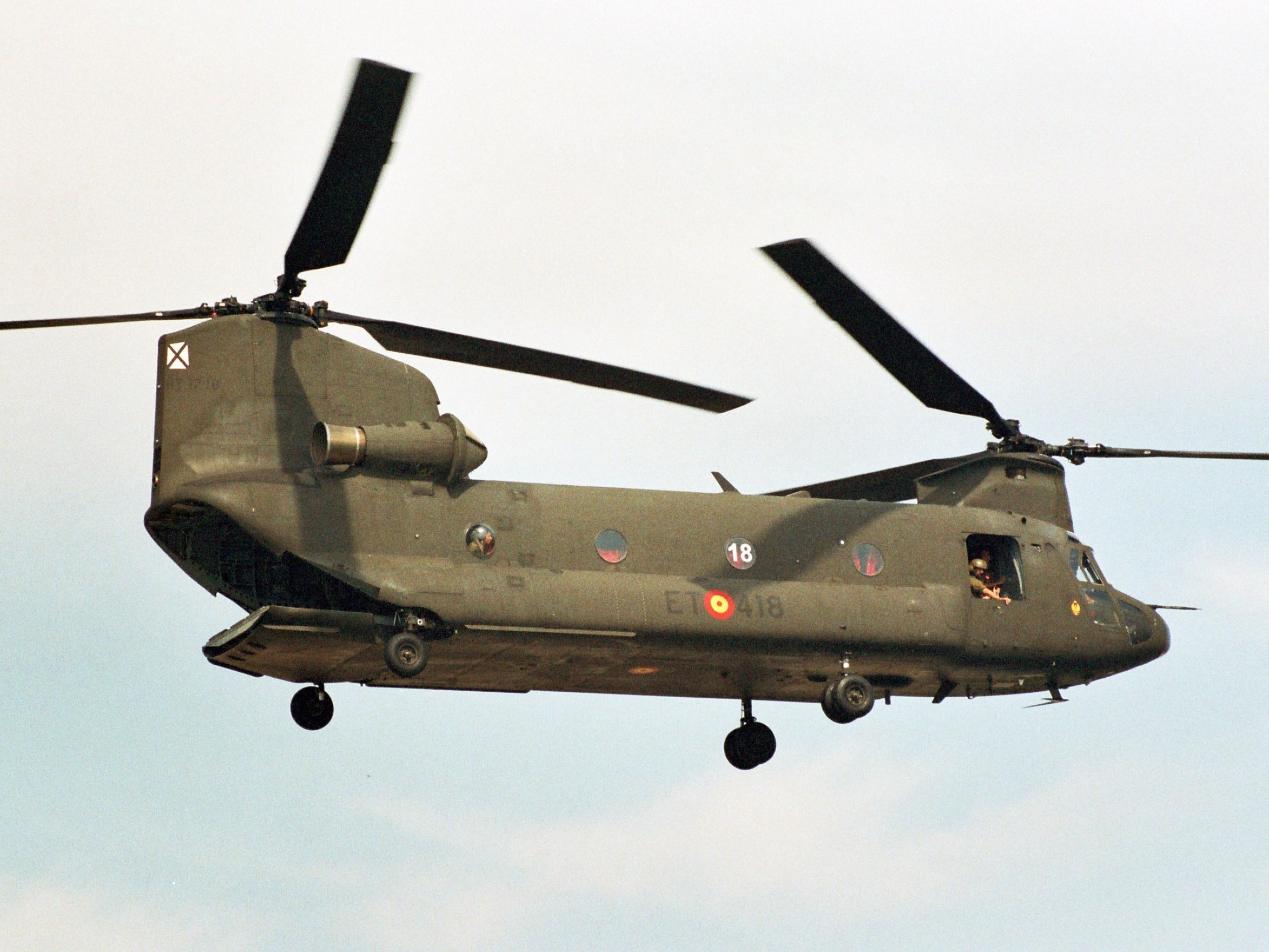
طائرة شينوك تابعة للجيش الإسباني تستخدم نظام دوارات مترادفة.

تستخدم معظم المروحيات دوارًا مفردًا، لكن عزم الدوران يجعل المحرك كأنما يحرك الدوار باتجاه معاكس لسحب الهواء مما يتسبب بدوران جسم المروحية في اتجاه معاكس لاتجاه الدوار نفسه. ولمنع ذلك يجب أن يوضع تحكم لمانع عزم الدوران، وهو كما وضعه إيجور سيكورسكي لطائرته VS-300 كدوار عمودي صغير على الذيل، فدوار الذيل إما أن يسحب أو يدفع الذيل باتجاه معاكس لتأثير عزم الدوران، فأقر بذلك العرف على المروحيات. وإن كان هناك بعض المروحيات تستخدم أنظمة بديلة لمعاكسة عزم الدوران بدلاً عن دوار الذيل، مثال على ذلك:
- نظام فنسترون أو المروحية قناتية الذيل (بالإنجليزية: FANTAIL)‏.
- نظام عديمة دوار الذيلK ويعطي معاكس لعزم الدوران مشابه لطريقة إنتاج الرفع عن طريق الجناح خلال ظاهرة كواندا (بالإنجليزية: Coandă effect)‏ على أنبوب الذيل.[39]

هناك نظام يستخدم أكثر من دوار أفقي بحيث تكون الدوارات متعاكسة الدوران، حيث يلغي كل دوار عزم دوران الآخر. فريش تلك الدوارات لن تصطدم ببعضها البعض في حالة دخولها طريق الأخرى، مما يلغي الحاجة إلى دوار خلفي. لذلك فالطاقة المستخدمة لإدارة الدوار الخلفي سوف يستخدمها الدوار الرئيسي، مما يزيد من قدرة الرفع للطائرة. وهناك ثلاث أنواع من هذا النظام:
- نظام الدوارات المترادفة (بالإنجليزية: Tandem rotors)‏ ويستخدم دواران أحدهما خلف الآخر.
- نظام الدوارات المحورية (بالإنجليزية: Coaxial rotors)‏ ويستخدم دواران أحدهما فوق الآخر وبعمود واحد.
- نظام الدوارات المتشابكة (بالإنجليزية: Intermeshing rotors)‏ ويستخدم دواران يدوران باتجاهين متعاكسين لبعضهما، بحيث أن كليهما متقاربان بزاوية مناسبة بينهما للسماح بتشابكهما فوق الطائرة دون أن يتماسا.

### أنواع المحركات
يتحدد نوع وحجم المحرك حسب حجم وخاصية المروحية. وتشتمل أنواع المحركات على ما يلي:
- المحركات الكهربائية: وتستخدم للمروحيات بدون طيار التي تعمل بمحركات كهربائية ذات بطاريات.[40][41][42]
- محرك نتروميثان: نوع من المحركات ذات احتراق داخلي يستخدم نتروميثان - ميثانول ويستخدم للمروحيات التي تعمل بأجهزة التحكم عن بعد.
- محرك بنزين: محرك احتراق داخلي ويستخدم أيضًا بالمروحيات التي تعمل بأجهزة التحكم عن بعد.
- محرك عمود دوران توربيني: أحد أنواع التوربين الغازي التي تنتج قدرة للعمود الدوار عوضًا عن الدفع النفاث. وهو المحرك الأشهر الذي يستخدم للمروحيات التي تقاد بطيار.
- الطرف النفاث: وهو نظام قديم لم يكتب له النجاح، واستخدم بالمروحيات فقط، بحيث يوضع خرطوش نفاث على طرف ريشة الدوار، مما ينتج عنه دفع نفاث.

## أدوات التحكم

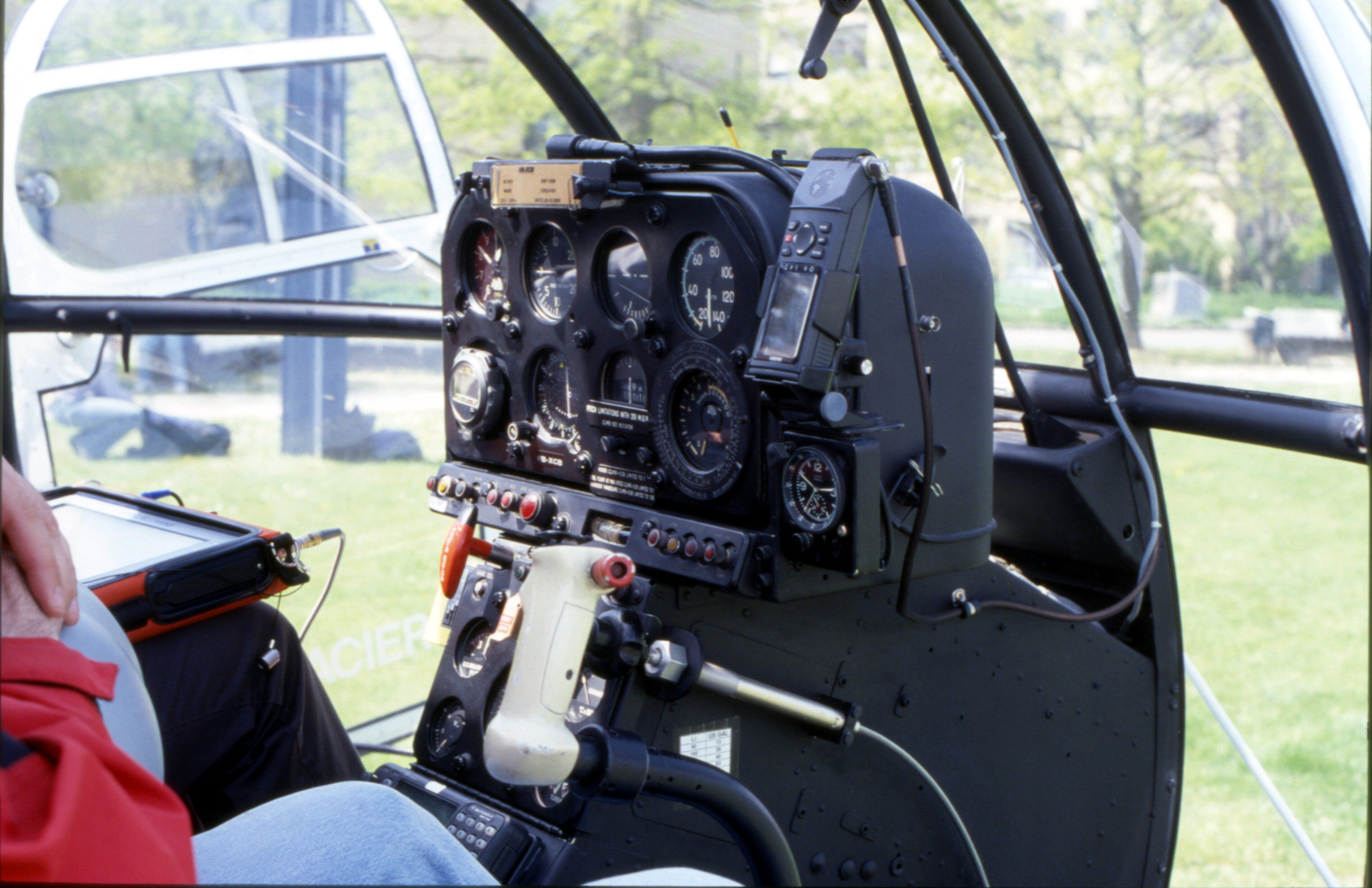
كابينة مروحية لطائرة ألويتي.

تمتلك المروحية أربع أدوات تحكم، وهي التدوير والمجمع ودواسات مضادة لعزم الدوران وداعس الوقود. تقع ذراع تحكم يدة التدوير بين أرجل الطيار عادةً وتُسمى بالعصا التدويرية (بالإنجليزية: Cyclic stick)‏ أو مجرد التدويرية (بالإنجليزية: Cyclic)‏، وهي عبارة عن مقبض القيادة للطائرة وهي ذراع سهل التمايل والتحريك. وقد سميت بهذا الاسم لأنها تغير التأرجح لريش الدوار بشكل دائري، فتغير من تمايل القرص الدوار إلى اتجاه محدد فيتغير بالتالي اتجاه المروحية، فمثلاً عندما يحرك الطيار ذراع التدوير للأمام، فإن قرص الدوار يميل للأمام، مما ينتج عن الدوار دفع للأمام. وعندما يدفع الطيار ذراع التدوير لليمين، فإن قرص الدوار يميل لليمين منتجًا دفع لنفس الاتجاه، مسببًا المروحية بأن تحوم باتجاه جانبي أو لليمين خلال رحلتها للأمام.
يقع تحكم مجمع التأرجح (بالإنجليزية: collective pitch control)‏ أو المجمع (بالإنجليزية: collective)‏ على الجانب الأيسر من مقعد الطيار بوضع يمنع أي حركة غير مقصودة. وهو يغير من زاوية التأرجح لجميع الشفرات بشكل جماعي (بمعنى جميع الشفرات بنفس الوقت) وبصرف النظر عن موقع الريش. لهذا فعندما يرسل المجمع أي إشارة فإن الشفرات تتغير بشكل متساو، مما يتسبب في زيادة أو تقليل ارتفاع المروحية.
تقع الدواسات المضادة لعزم الدوران بنفس موضع دواسات الدفة للطائرات، وتؤدي نفس الغرض، وهو تنظيم اتجاه مقدمة الطائرة خلال الطيران. فتطبيق الدواسة بالجهة المعطاة سوف يغير من التأرجح لشفرات دوار الذيل فتزداد أو تقل قوة الدفع الناشئة من دوار الذيل مما يسبب مقدمة الطائرة بالانعراج يمينًا أو يسارًا حسب الدواسة المضغوطة. فالدواسة تغير من تأرجح دوار الذيل ميكانيكيًا مما يغير من كمية الدفع الناشئ منها.
صُمم دوار المروحية ليعمل على عدد محدد من الدورات بالدقيقة. فداعس الوقود يتحكم بالطاقة الناتجة من المحرك، ويكون متصل بالدوار عن طريق ناقل الحركة. فأهمية داعس الوقود تتمثل في المحافظة على قوة المحرك لإبقاء عدد الدورات بالدقيقة للدوار ثابتة حسب الحدود الدنيا المطلوبة لإنتاج كمية كافية من الرفع خلال الطيران. يقع داعس الوقود بالمروحية ذات المحرك المفرد على ذراع المجمع ويحرك بلوي القبضة الدائرية، أما المروحية ثنائية المحرك فيكون لها ذراع خاص للتحكم بالوقود.
يرسل القرص المتراوح تعليمات الطيار إلى شفرات الدوار لعمل الدوران المطلوب تنفيذه.

### حالات الطيران
هناك حالتا طيران للمروحية: التحويم والطيران:
- ; التحويم

يعتبر التحويم أكثر اللحظات خطورة خلال طيران المروحية. وذلك أن المروحية تنتج الرياح الخاصة بها خلال تحويمها، والتي تعاكس الهيكل وأسطح توجيه الطيران. ويجب أن تكون المحصلة هي ثبات المروحية عن طريق تواصل الطيار بإدخال الأوامر لتعديل وضعيّة المروحية، وبالرغم من صعوبة المهمة، إلا أن أدوات التحكم بالتحويم تكون بسيطة. فأداة التدوير تستخدم لمنع الانحراف الأفقي للطائرة، وهي تحكم الأمامي والخلفي، اليمين واليسار، والمجمع يستخدم للمحافظة على الارتفاع. وتُستخدم الدواسات للمحافظة على الاتجاه. فالتداخل بين تلك الأدوات للتحكم يصعب من مهمة التحويم، فعندما يحتاج أي من أدوات التحكم إلى تصحيح، فإنه يجعل من الضروري تصحيح باقي أدوات التحكم فيجعل دورة ثابتة من التعديل.
- ; الطيران الأمامي

أدوات التوجيه للمروحية خلال الطيران الأمامي شبيهة بتلك الخاصة بالطائرات ذات الجناح الثابت. فإزاحة عصا التدوير للأمام يجعل من مقدمة الطائرة تتأرجح للأسفل مما يرفع من السرعة الجوية ويخفض من نسبة الارتفاع. تحريك عصا التدوير للخلف يجعل مقدمة الطائرة تتأرجح للأعلى، فتنخفض السرعة ويزداد الارتفاع. أما الزيادة بقوة المجمع خلال المحافظة على السرعة الجوية ثابتة سوف يُنشأ الصعود، بينما تقليل المجمع يُنشأ الهبوط. ومن شأن تنسيق هذه المدخلات، أي ترجيع المجمع مع عصا التدوير للخلف أو مجمع للأعلى مع عصا التدوير للأمام، أن ينجم عنه تغيير بالسرعة والإبقاء على ذات الارتفاع. تُستخدم الدواسات لأداء نفس الوظيفة في كل من المروحية والطائرة، وهي المحافظة على ثبات الطيران. ويكون ذلك بتفعيل الدواسات وفق الاتجاه الملائم للمحافظة على المروحية ثابتة بالجو.

## الأمان

### القيود

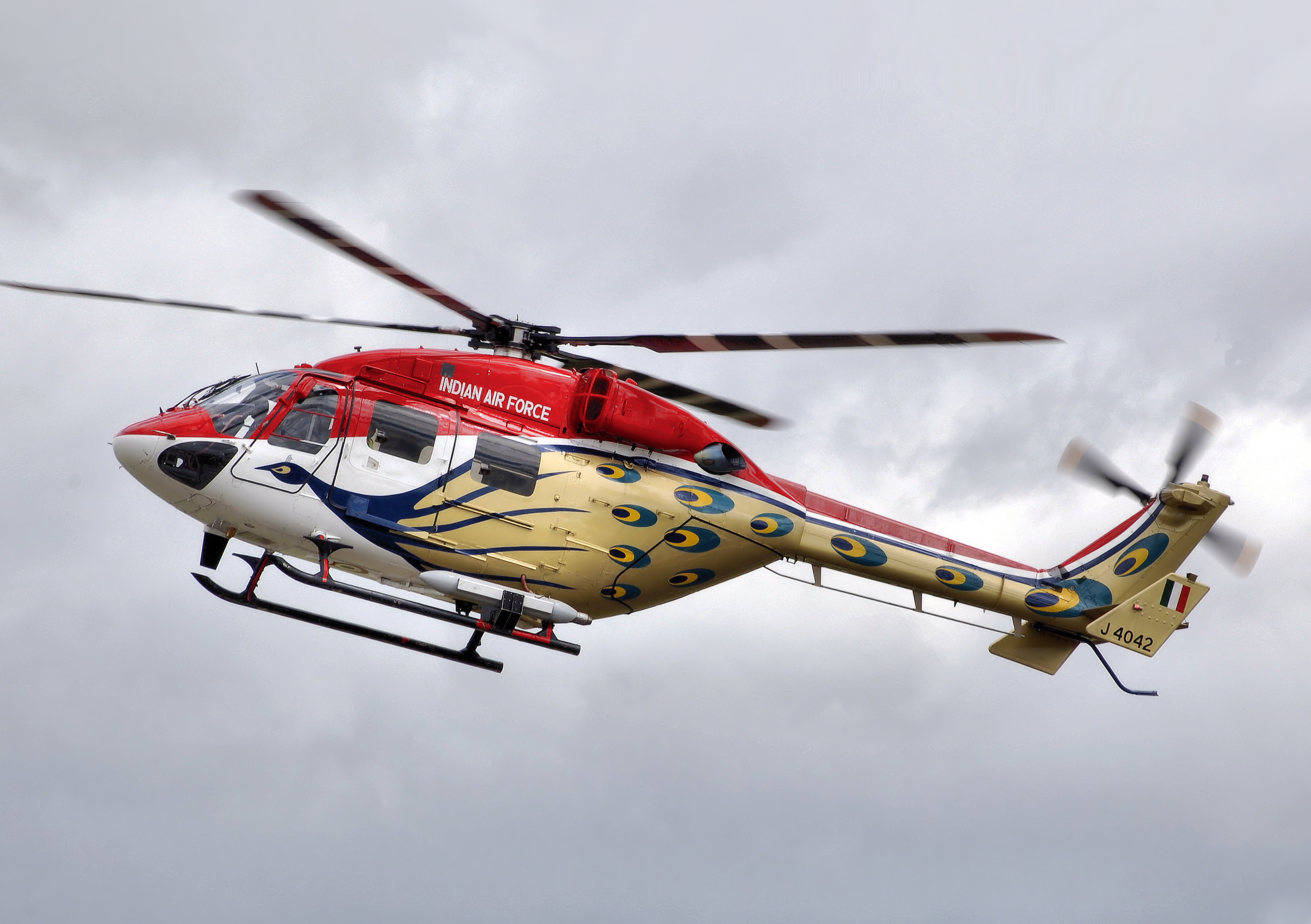
طائرة هندية عند عرض جوي ببريطانيا سنة 2008.

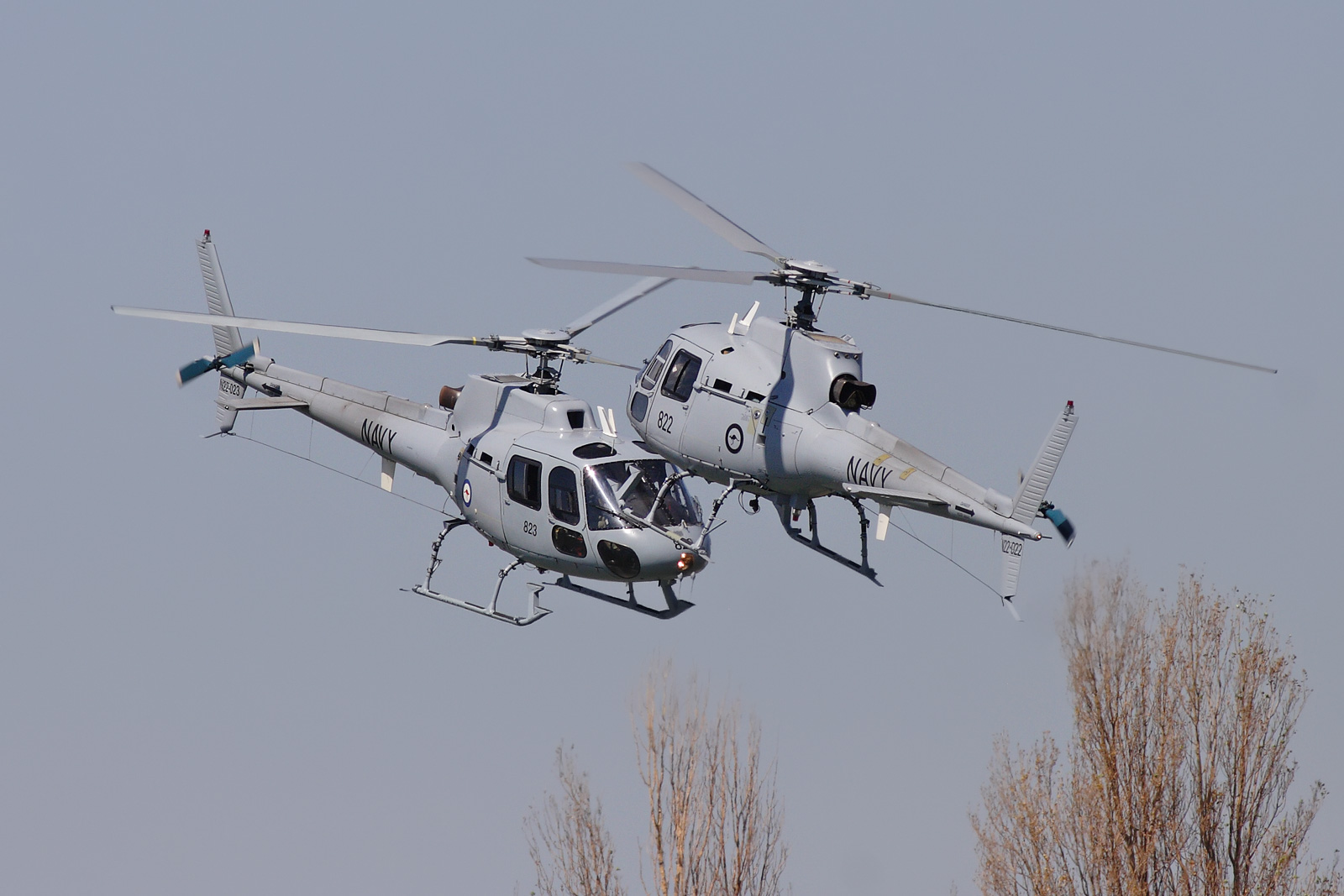
مروحيتان تابعتان للبحرية الملكية الأسترالية في عرض جوي خلال حفل افتتاح سباق ملبورن سنة 2008.

يعتبر بطء المروحية من أكبر القيود التي تحد من أدائها. وهناك أسبابٌ كثيرة تحد من سرعة المروحية ولا تجعل سرعتها كسرعة طائرة ثابتة الأجنحة. فعندما تكون المروحة بحالة التحويم، فإن الأطراف الخارجية لريش الدوار تسير بسرعة يحددها طول الريشة وعدد الدورات بالدقيقة، وعندما تكون بحالة الحركة تتناسب سرعة الريشة مع الهواء الذي يعتمد على سرعة المروحية إضافة إلى سرعة الدوران للريشة. لذلك فالسرعة الجوية لريشة الدوار المتقدمة تكون أعلى بكثير من سرعة المروحية نفسها. وقد تتخطى سرعة الريشة سرعة الصوت، وهذا يسبب ظهور كمية كبيرة من السحب والاهتزازات.
ولأن السرعة الجوية للريشة المتقدمة تكون أعلى من سرعة الريشة الراجعة مما ينتج عدم تجانس بالرفع، فريش الدوار مصممة لعمل تصافق، بمعنى تلتوي وترتفع للأعلى عند حالة الريشة المتقدمة فتنتج زاوية مواجهة بسيطة. وبالعكس مع الريشة الراجعة، فإن الصفاق ينخفض مسببًا زاوية مواجهة أكبر مما يعطى قوة رفع أكبر. فقدرة الدوار عند السرعات العالية تسبب بزيادة مفرطة بالتصافق وتكون زاوية الريشة الراجعة عالية مما قد يسبب انهيارها. لهذا السبب فإن أقصى سرعة جوية آمنة للمروحية يكون مصمم بقيمة تسمى VNE Velocity, Never Exceed أو عدم تخطي تلك السرعة. علاوة على ذلك فقد يسبب الطيران بأقصى سرعة أن تصبح سرعة المروحية أسرع من سرعة الريشة الراجعة مما يولّد ما يُعرف بانهيار الريشة فتفقد زاوية المواجهة قدرتها.
خلال السنوات الأخيرة من القرن العشرين بدأ المصممون العمل على ما يُسمى بخفض ضجيج المروحية، فالتجمعات الحضرية تبدي دائمًا استيائها من ضجيج تلك الطائرات بما فيها التابعة للشرطة أو المدنية. مما جعل المصممين يعملون على حل هذه المشكلة خصوصًا بعد اغلاق بعض المنافذ للمروحيات داخل المدن وتقييد الحكومة لمسارها في المنتزهات الوطنية ومايشابهها.
تعاني المروحيات بشكل عام من الاهتزاز، خاصة إن لم تكن معيَّرة لتوائم الاهتزازات مما يجعل اهتزازها قوي. ولتقليل ذلك يوضع للدوار عيارات معدلة للارتفاع والتأرجح، ومعظم المروحيات لديها جهاز منظم الاهتزاز (بالإنجليزية: Vibration dampers)‏ خاص للارتفاع والتأرجح. وبعض المروحيات لديها مايسمى بأنظمة التغذية الميكانيكية الراجعة (بالإنجليزية: Mechanical feedback systems)‏ لاستشعار ومعاكسة الاهتزاز. وتستخدم أنظمة التغذية الراجعة كتل تشكّل مصدر تثبيت وتكون متصلة بالصفاق لتعادل زاوية مواجهة الدوار لمقاومة الاهتزاز.

### المخاطر

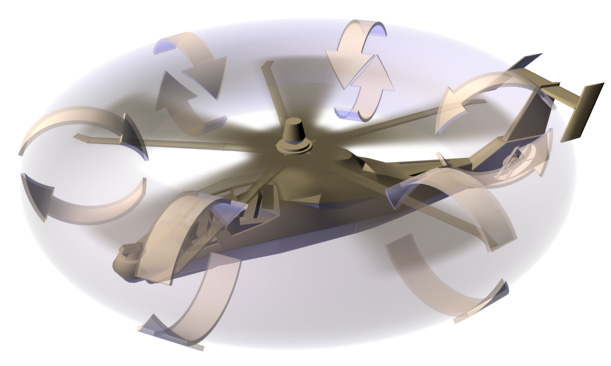
حالة الدوامة الحلقية: تمثل الأسهم المقوسة تدفق الهواء ودورانه حول دوار المروحية، وبالتحديد مروحية RAH-66 كومانشي.

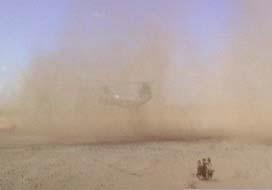
حالة الغبار البني.

كما هو الحال بالنسبة لكل مركبة متحركة، فعملية التشغيل غير الآمنة قد تسبب فقدان السيطرة أو أضرار هيكلية أو حتى فقد الأرواح. تشمل الأخطار المحتملة للمروحيات:
- الهبوط مع تشغيل المراوح: وتسمى بحالة الدوامة الحلقية، وهذا عندما تكون المروحية غير قادرة على وقف هبوطها وذلك بتداخل انجراف الدوار للأسفل مع الديناميكية الهوائية للدوار.
- انهيار الريشة الراجعة: تظهر تلك الحالة بالسرعات العالية وهو من أشهر العوامل المقيدة للسرعة الأمامية للمروحية.
- الرنين الأرضي: يؤثر بشكل واضح على دوار المروحية عند الهبوط أو عندما تكون على الأرض، وذلك عندما يكون تردد المتقدم والمتاخر الطبيعي أقل من تردد دوران الريشة. فيحدث صدمات تؤثر على القرص الدوار فيختل توازن نظام الدوار.
- عندما يكون عدد الدورات بالدقيقة (RPM) أقل من المطلوب فيعجز المحرك عن المحافظة على الطيران.
- الخوف من اصطدام بالأسلاك المعلقة أو الأشجار عند الطيران بارتفاع منخفض أو الإقلاع والهبوط بالأماكن البعيدة.[44]
- فشل تأثير الدوار الخلفي، ويكون بسبب خطأ ميكانيكي أو ضعف بالدفع لدى هذا الدوار.
- انخفاض بقوة التسارع لدى دوار المروحية ذو الريشتين، خصوصًا المروحيات خفيفة الوزن.
- الخروج الديناميكي للمروحية حيث تدور حول إحدى المحاور المنزلقة ثم تسحب إلى جانبها.
- حالة الغبار البني وحالة البياض عند تساقط الثلج، والمقصود بها عاصفة رملية أو ثلجية مصغرة يسببها إقلاع المروحية.